# Thomas-Louis Connolly
Thomas-Louis Connolly (Cork, 1814 - Halifax, 27 de julio de 1876) fue un prelado católico irlandés-canadiense, sacerdote de la Orden de los Frailes Menores Capuchinos, que ocupó las sedes de la diócesis de Saint John y Halifax.

## Biografía
Thomas-Louis Connolly nació en Cork, capital del condado homónimo en Irlanda, en 1814. A los 16 años ingresó en la Orden de los Frailes Menores Capuchinos y fue enviado a estudiar la filosofía y la teología en Roma. Fue ordenado sacerdote en 1838 en Lyon (Francia) y su primera misión fue ser capellán de la cárcel de Dublín. Uno de sus compañeros, William Walsh, fue nombrado obispo de Halifax en 1842, en Nueva Escocia (Canadá), y llevó consigo a Connolly, para ser su secretario. En 1845, Connolly fue nombrado vicario general y administrador de la diócesis.
Debido a la cantidad de inmigrantes irlandeses que llegaron a Saint John (Nuevo Brunswick), la población católica del lugar creció aceleradamente, razón por la cual en 1842, el papa Gregorio XVI la erigió en diócesis. Thomas-Louis Connolly fue nombrado obispo de esta el 4 de mayo de 1852, por el papa Pío IX, siendo el primer obispo en residir en ella. Fue consagrado el 15 de agosto de ese mismo año, de manos del obispo de Halifax, su amigo William Walsh. Durante su episcopado, Connolly construyó la catedral y abrió varios orfanatos para la atención de los niños que se perdieron a su padres, a causa de la peste de cólera que afectó la ciudad en 1854, y creó varias escuelas católicas. Para la atención de estas obras, el obispo trajo a la diócesis a las Hermanas del Sagrado Corazón y fundó, junto a Honoria Conway, en 1854, a las Hermanas de la Caridad de la Inmaculada Concepción de Saint John.
El papa Pío IX le nombró arzobispo de Halifax el 8 de abril de 1859. Durante su gobierno, Connolly apoyó activamente el proceso de la Confederación Canadiense, construyó numerosas iglesias y un seminario, participó del Concilio Vaticano I y formó parte del Batallón de Voluntarios de Halifax. En el concilio, el arzobispo se encontró entre los opositores de la proclamación del dogma de la Infalibilidad papal, puesto que para él, el clima político del momento no era adecuado para la afirmación de tal doctrina. Murió en Halifax el 27 de julio de 1876.